# Гвоздавка Первая
Гвоздавка Первая (укр. Гвоздавка Перша) — село, относится к Любашёвскому району Одесской области Украины.
Население по переписи 2001 года составляло 635 человек. Почтовый индекс — 66520. Телефонный код — 4864. Занимает площадь 4,414 км². Код КОАТУУ — 5123381404.

## Местный совет
66520, Одесская обл., Любашёвский р-н, с. Гвоздавка Вторая